# رفتارشناسی عصبی

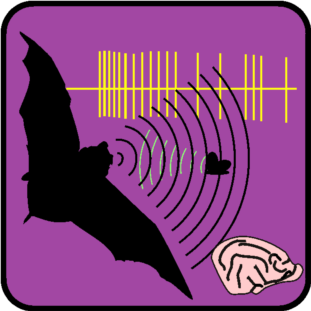
پژواک‌یابی در خفاش یک مدل رفتارشناسی عصبی‌ست.

رفتارشناسی عصبی یا نورواِتولوژی (به انگلیسی: neuroethology) رویکرد تکاملی و تطبیقی برای مطالعهٔ رفتار حیوانات و کنترل مکانیکی زیرین آن توسط دستگاه عصبی است. این شاخهٔ میان‌رشته‌ای از علوم اعصاب رفتاری می‌کوشد تا درک کند که چگونه دستگاه عصبی مرکزی، محرک‌های بیولوژیکی را به رفتار طبیعی تبدیل می‌کند. برای مثال، بسیاری از خفاش‌ها توانایی پژواک‌یابی را دارند که برای شکار و جهت‌یابی شکار از آن استفاده می‌کنند. از دستگاه شنوایی خفاش‌ها به عنوان مثال برای این‌که چگونه ویژگی‌های صوتی صداها را می‌تواند به یک نقشهٔ حسی از رفتارشناسی مرتبط با صداها تبدیل کند، یاد می‌شود. رفتارشناسان عصبی به آشکار کردن اصول کلیِ دستگاه عصبی حیواناتِ دارای رفتارهای اغراق‌آمیز یا خاص امیدوار هستند.
همان‌طور که از نام این اصطلاح برمی‌آید، رفتارشناسی عصبی یک رشتهٔ چندرشته‌ای متشکل از عصب‌شناسی (مطالعهٔ دستگاه عصبی) و جانورشناسی (مطالعهٔ رفتار جانوری در شرایط طبیعی) است. موضوع اصلیِ رفتارشناسی عصبی، که آن را از شاخه‌های دیگرِ علوم اعصاب متمایز می‌کند، رفتارهایی است که ممکن است از طریق انتخاب طبیعی ایجاد شوند (به عنوان مثال، پیدا کردن نایبان، مسیریابی، حرکت، دوری از شکارچی) برخلاف رفتار در حالت‌های بیماری، یا وظایف رفتاری که خاص آزمایشگاه هستند.